# مرکز خرید پارک رویال
مرکز خرید پارک رویال (انگلیسی: Park Royal Shopping Centre) یا پارک رویال، در سال ۱۹۵۰ افتتاح شد، یک مرکز خرید واقع در غرب ونکوور، بریتیش کلمبیا، کانادا است. پارک رویال اولین مرکز خرید سرپوشیده کانادا بود. پارک رویال در دهه گذشته شاهد چندین پروژه بازسازی شده‌است. قابل ذکر است، در سال ۲۰۱۴، منطقه غرب ونکوور مجوزی را برای "حذف سایبان‌های پارچه ای ویترین، ستون‌های مصنوعی و طرح‌های مرتبط با موضوع دریایی و همچنین روکش مجدد ساختمان برای "ایجاد یک ساختمان" تصویب کرد.